# Chan Laguna
Chan Laguna är en sjö i Belize. Den ligger i distriktet Orange Walk, i den norra delen av landet, 100 km norr om huvudstaden Belmopan.